# Žofina Huť
Žofina Huť este o arie protejată (arie specială de conservare — SAC, sit de importanță comunitară — SCI) din Republica Cehă întinsă pe o suprafață de 45,06 ha, integral pe uscat.

## Localizare
Centrul sitului Žofina Huť este situat la coordonatele 48°48′41″N 14°54′30″E / 48.811389°N 14.908333°E.

## Înființare
Situl Žofina Huť a fost declarat sit de importanță comunitară în aprilie 2005 pentru a proteja 1 specie de animale. Situl a fost protejat și ca arie specială de conservare în ianuarie 2014.

## Biodiversitate
Situată în ecoregiunea continentală, aria protejată nu include niciun habitat protejat.
La baza desemnării sitului se află o specie protejată de  nevertebrate: Phengaris nausithous.